# Royne Zetterman
Royne Zetterman (* 7. Dezember 1957 in Linderöd, Skåne län) ist ein schwedischer Springreiter und Pferdehändler.
Er ist der Vater der Springreiter Daniel und Alexander Zetterman.

## Erfolge
Zetterman war dreimaliger schwedischer Meister in den Jahren 1997 (Halle und Freiluft), 1998 und 2002. In der Mannschaftswertung bei den Weltreiterspielen 2002 im spanischen Jerez de la Frontera gewann er mit dem Pferd Richmont Park die Silbermedaille.

## Quelle
- Erfolge (Memento vom 18. Januar 2008 im Internet Archive)
- Biographie von Royne Zetterman auf horsesport.org (Seite nicht mehr abrufbar, festgestellt im Juli 2019. Suche in Webarchiven)

| Personendaten    | Personendaten       |
| ---------------- | ------------------- |
| NAME             | Zetterman, Royne    |
| KURZBESCHREIBUNG | schwedischer Reiter |
| GEBURTSDATUM     | 7. Dezember 1957    |
| GEBURTSORT       | Linderöd, Skåne län |